# Titularbistum Paneade
Paneade (ital.: Paneas) war ein Titularbistum der römisch-katholischen Kirche. 
Es geht zurück auf das ehemalige Bistum Paneas der antiken Stadt Caesarea Philippi, später auch Paneas/Paneade, heute Ruinenstadt Banyas am Fuß des Hermongebirges am nördlichen Ende der israelisch besetzten Golanhöhen, das der Kirchenprovinz Tyrus angehörte. Das Titularbistum Paneade wurde nach 1888/1889 zugunsten des Titularbistums Caesarea Philippi unterdrückt.
| Titularbischöfe von Paneade     |                                                                              |                                                       |                      |
| Name                            | Amt                                                                          | von                                                   | bis                  |
| Petrus                          |                                                                              | 1267                                                  |                      |
| Humbertus                       | Templer                                                                      | 15. Mai 1272                                          |                      |
| Joannes Gropenghet              | episcopus Paneadensis, Weihbischof von Minden                                | 1499                                                  |                      |
| Juan Sáenz de Valatorre         | Weihbischof von Burgos                                                       | 30. September 1675                                    | † 9. Dezember 1687   |
| Petrus Magnye/Pierre Magny      | (ernannt, aber nicht bestätigt)                                              | 28. September 1784                                    |                      |
| Aidan Devereaux                 | Apostolischer Vikar von Kap der Guten Hoffnung, Eastern District (Südafrika) | 3. August 1847                                        | † 11. Februar 1854   |
| Mariano Shunjich/Marijan Šunjić | OFM, Apostolischer Vikar von Bosnia (Kroatien)                               | 3. Oktober 1854                                       | † 28. September 1860 |
| Matthias Eberhard               | Weihbischof von Trier, von 1867 bis 1876, Bischof von Trier                  | 7. April 1852 (Ernennung)/3. August 1862 (Ordination) | 20. September 1867   |
| Rupert Mayr                     | Weihbischof in Salzburg (Österreich)                                         | 22. Oktober 1869                                      | 27. Juli 1873        |
| Alessio Maria Filippi           | OFM, Apostolischer Vikar von Südwest-Hubei (China)                           | 28. Januar 1876                                       | 22. November 1888    |